# Nat Lofthouse
Nathaniel Lofthouse, mais conhecido como Nat Lofthouse, OBE (Bolton, 27 de Agosto de 1925 – Bolton, 15 de Janeiro de 2011) foi um futebolista e treinador inglês. Jogou por toda sua carreira no Bolton, onde foi eleito o melhor jogador inglês de futebol em 1953. Lofthouse também disputou a Copa do Mundo FIFA de 1954 pela Inglaterra.

## Carreira

### Bolton
Nascido em Bolton, Lofthouse iniciaria sua carreira no clube local, o Bolton. Chegaria ao clube em 4 de setembro de 1939, quando tinha apenas catorze anos. Sua estreia na equipe principal aconteceu em 22 de março de 1941, quando o Bolton venceu o Bury por 5-1, tendo Lofthouse marcado duas vezes. Sua estreia no campeonato aconteceria mais de cinco anos depois (na época, os principais campeonatos europeus estavam suspensos devido a Segunda Guerra Mundial), em 31 de agosto de 1946, contra o Chelsea, tendo Lofthouse marcado duas vezes novamente, mas o Bolton acabaria perdendo por 4 x 3.

### Seleção
Suas atuações no Bolton lhe renderiam sua primeira convocação para a Seleção Inglesa, quando tinha 25 anos. Sua estreia aconteceu numa partida disputada contra a Iugoslávia em 22 de novembro de 1950. Numa partida disputada em 25 de maio de 1952, contra a Áustria, Lofthouse ganharia o título de "Leão de Viena", após marcar duas vezes na vitória por 3 x 2, sendo o segundo tento após dar uma cotovelada no goleiro adversário. Lofthouse ainda estaria presente na Copa do Mundo de 1954, onde marcou três vezes no torneio (duas vezes no empate em 4 x 4 contra Bélgica e uma vez na derrota para o Uruguai por 4 x 2). Ao todo, disputaria 33 partidas pelo English Team, marcando 30 tentos.
No ano anterior a Copa do Mundo, Lofthouse disputaria sua primeira final de Copa da Inglaterra, onde enfrentou o Blackpool de Stanley Matthews e perdeu por 4 x 3, tendo marcado o primeiro tento de seu time na final. A final acabaria ficando famosa, sendo conhecida como "a Final de Matthews". Ainda assim, seria eleito o melhor jogador do campeonato inglês ao término da temporada. Seu único título no torneio aconteceria cinco anos depois, quando enfrentou o Manchester United e venceu por 2 x 0, tendo Lofthouse marcado os gols da vitória. O título seria muito criticado por causa do desastre aéreo de Munique, onde oito atletas do Manchester morreram.

## Aposentadoria
Acabaria se aposentando 34 anos devido a uma lesão. Antes disso, também chegaria a terminar como artilheiro do campeonato inglês, quando marcou 33 vezes na temporada 1955-56. Ao todo, disputaria 452 partidas pelo clube, marcando impressionantes 285 gols. Após deixar o futebol, Lofthouse continuou dedicando sua vida ao Bolton, tendo assumido a função assistente e, treinador interino diversas vezes e como principal. Também chegou a ser presidente do clube. Também foi introduzido no Hall da Fama do Futebol Inglês no ano de estreia.

## Títulos
Bolton
- Copa da Inglaterra: 1958
- Supercopa da Inglaterra: 1958

### Individuais
- Artilheiro do Campeonato Inglês: 1956 (33 gols)